# Microsoft Lumia 435
O Microsoft Lumia 435 é um smartphone básico anunciado pela Microsoft em fevereiro de 2015. Seu sistema operacional de fábrica é o Windows Phone 8. Seu lançamento visa competir com dispositivos concorrentes em mercados emergentes. No Brasil, o preço de lançamento foi de 349 reais. Com o lançamento em 14 de janeiro de 2015, o Lumia 435 também chamado de Windows Phone recebeu o Windows 10 Mobile. O Lumia 435 é um SmartPhone de baixo custo da Microsoft. Roda quase todos os jogos da loja por causa do seu 1 GB de RAM, com Snapdragon 200 e Adreno 300 você tem alta qualidade nos jogos. Com tela IPS de 4 polegadas é essencial para aqueles que não se preocupa com tamanho de tela, a tela é QHD 480x800 isso que dizer que ela não é HD e nem Full HD. Com 16 milhões de pixel é difícil ver alguns pixel se mover ou ser visível.

## Software
O Lumia 435 é um smartphone equipado com Adreno 302 e Snapdragon 200 e com com 1 GB de RAM isso significa que ele roda todos os jogos da Windows Store. Com o Windows 10 Mobile ele ficou mais fluido e rápido.

## Design
O Lumia 435 ele é moderno e bonito por não usar bordas, que está presente em todos os celulares da Samsung, LG Group, Sony e outras marcas conhecidas.

## Personalização de Cor
Como em outros Lumias as capas coloridas não pode faltar no Lumia 435, as capas se encontra em cores verde, laranja, preto e branco!